# Jessica Pilnäs
Jessica Pilnäs (Åryd, 1978. július 5. –) svéd dzsesszénekesnő. Jessica Georganne Pilnäs leginkább a „Jag ger dig allt” című daláról ismert. 1995-ben a Melodifestivalen énekelte a dalt, és a harmadik helyen végzett. 2000-ben a „Pretender” című dala Svédországban szintén sláger lett.

## Pályafutása
Pályája kezdetén a Sven-Ingvars együttes billentyűse volt. Ahelyett, hogy lemezszerződést írt volna alá, folytatta a középiskolát, majd a Fridhem Jazz Schoolba járt. orvosi diplomát szerzett a Karolinska Institutetban.
Utána a nemzetközileg is sikeres R&B együttes, a Robyn tagja lett. Felvette a „Pretender for Epic” című albumot. A lemez jól fogyott Japánban, a címadó dal pedig 2000-ben Svédországban is sláger lett.
Johan Norberg gitáros, aki 2000-ben Japánban turnézott vele, és ő írta számára a „The More I See” című dalt, amely a szerelem felébredésének pillanatát dolgozza fel. Mindketten úgy találták, hogy ez a kapcsolatukról szól. Azóta már (több éve) házasok.
Nils Landgren 2003-ban felvette vele a „The Winner Takes It All” duett verzióját, amely később megjelent a Magic Nordic Voices albumon.
2008-ban felvette a „Christmas with My Friends” című anyagot, amellyel Svédországban és Németországban is turnézott. Többször részt vett Nils Landgren más karácsonyi produkcióiban és turnéin is.

## Albumok
- 2000: Pretender for Epic
- 2011: Bitter and Sweet
- 2012: Norma Deloris Egstrom − A Tribute to Peggy Lee